# Dime Trap
Dime Trap è il decimo album in studio del rapper statunitense T.I., pubblicato nel 2018.

## Tracce
1. Seasons (featuring Sam Hook) – 4:35
2. Laugh at Em – 3:22
3. Big Ol' Drip (featuring Watch the Duck) – 3:18
4. Wraith (featuring Yo Gotti) – 4:34
5. The Weekend (featuring Young Thug & Swizz Beatz) – 4:47
6. The Amazing Mr. Fuck Up (featuring Victoria Monét) – 3:48
7. At Least I Know (featuring Anderson .Paak) – 5:23
8. What Can I Say – 3:43
9. Jefe (featuring Meek Mill) – 3:24
10. More & More (featuring Jeezy) – 4:26
11. Pray for Me (featuring YFN Lucci) – 3:33
12. Looking Back – 3:31
13. Light Day – 3:23
14. You (featuring Teyana Taylor) – 3:50
15. Be There (featuring London Jae) – 5:05